# Anopheles nuneztovari
Anopheles nuneztovari är en tvåvingeart som beskrevs av Arnoldo Gabaldon 1940. Anopheles nuneztovari ingår i släktet Anopheles och familjen stickmyggor. Inga underarter finns listade i Catalogue of Life.